# Rolvsøya
Rolvsøya (Noord-Samisch: Gádde-Iččát) is een eiland in de provincie Finnmark in het noorden van Noorwegen. Het eiland is deel van de gemeente Måsøy. Vanaf het dorp Gunnanrnes vaart een veerboot naar Havøysund, de hoofdplaats van de gemeente op het eiland Havøya.